# Полаєво (Куявсько-Поморське воєводство)
Полаєво (пол. Połajewo) — село в Польщі, у гміні Пйотркув-Куявський Радзейовського повіту Куявсько-Поморського воєводства.
Населення — 231 особа (2011).
У 1975-1998 роках село належало до Влоцлавського воєводства.

## Демографія
Демографічна структура станом на 31 березня 2011 року:
|          | Загалом | Допрацездатний вік | Працездатний вік | Постпрацездатний вік |
| -------- | ------- | ------------------ | ---------------- | -------------------- |
| Чоловіки | 110     | 21                 | 78               | 11                   |
| Жінки    | 121     | 22                 | 75               | 24                   |
| Разом    | 231     | 43                 | 153              | 35                   |